# Charltons bospatrijs
Charltons bospatrijs (Tropicoperdix charltonii synoniem: Arborophila charltonii) is een vogel uit de familie fazantachtigen (Phasianidae). De wetenschappelijke naam van de soort als Perdix Charltonii is voor het eerst geldig gepubliceerd in 1845 door Thomas Campbell Eyton en als eerbetoon vernoemd naar Andrew Charlton. Charlton was koloniaal ambtenaar bij de Britse Oost-Indische Compagnie en zond een grote collectie vogels naar Eyton. Het is een door habitatverlies kwetsbaar geworden vogelsoort die voorkomt in Thailand, Myanmar, Maleisië en Indonesië.

## Kenmerken
De vogel is 26 tot 32 cm lang. Het is een opvallend getekende patrijs met een kastanjekleurige, brede kraag en een ovale, oranjerode vlek achter het oog. De soort lijkt sterk op verwante soorten bospatrijzen.

## Verspreiding en leefgebied
De soort komt voor in Malakka en Sumatra en telt twee ondersoorten.
- T. c. charltonii: van zuidelijk Thailand en zuidelijk Myanmar tot in het zuiden van schiereiland Malakka.
- T. c. atjenensis: noordelijk Sumatra.

De leefgebieden van deze vogel liggen in natuurlijk tropisch regenwoud in laagland tot op 500 meter boven zeeniveau.

## Status
De grootte van de populatie werd in 2016 door BirdLife International geschat op 2,5 tot tienduizend volwassen individuen. De populatie-aantallen nemen af door habitatverlies en vangst voor de kooivogelhandel. Het leefgebied wordt aangetast door ontbossing. Op Sumatra ging tussen 1985 en 1997 30% van het regenwoud verloren. Om deze redenen staat deze soort als kwetsbaar op de Rode Lijst van de IUCN.